# Legionella spiritensis
Espèce
Legionella spiritensis est une espèce de bactéries gram-négatives de la famille des Legionellaceae.

## Description
Les bactéries de l'espèce Legionella spiritensis sont des bacilles gram-négatifs

## Taxonomie
Le nom correct complet (avec auteur) de ce taxon est Legionella spiritensis Brenner et al. 1985.

### Étymologie
L'étymologie du nom donné à cette espèce est la suivante : spir.it.en’sis. N.L. masc./fem. adj. spiritensis, appartenant au Spirit Lake près du Mont St. Helens en Oregon.